# François Filiol
François Filiol (22 août 1764 - 14 mai 1793) est un prêtre catholique, martyr de la Révolution française, déclaré serviteur de Dieu.

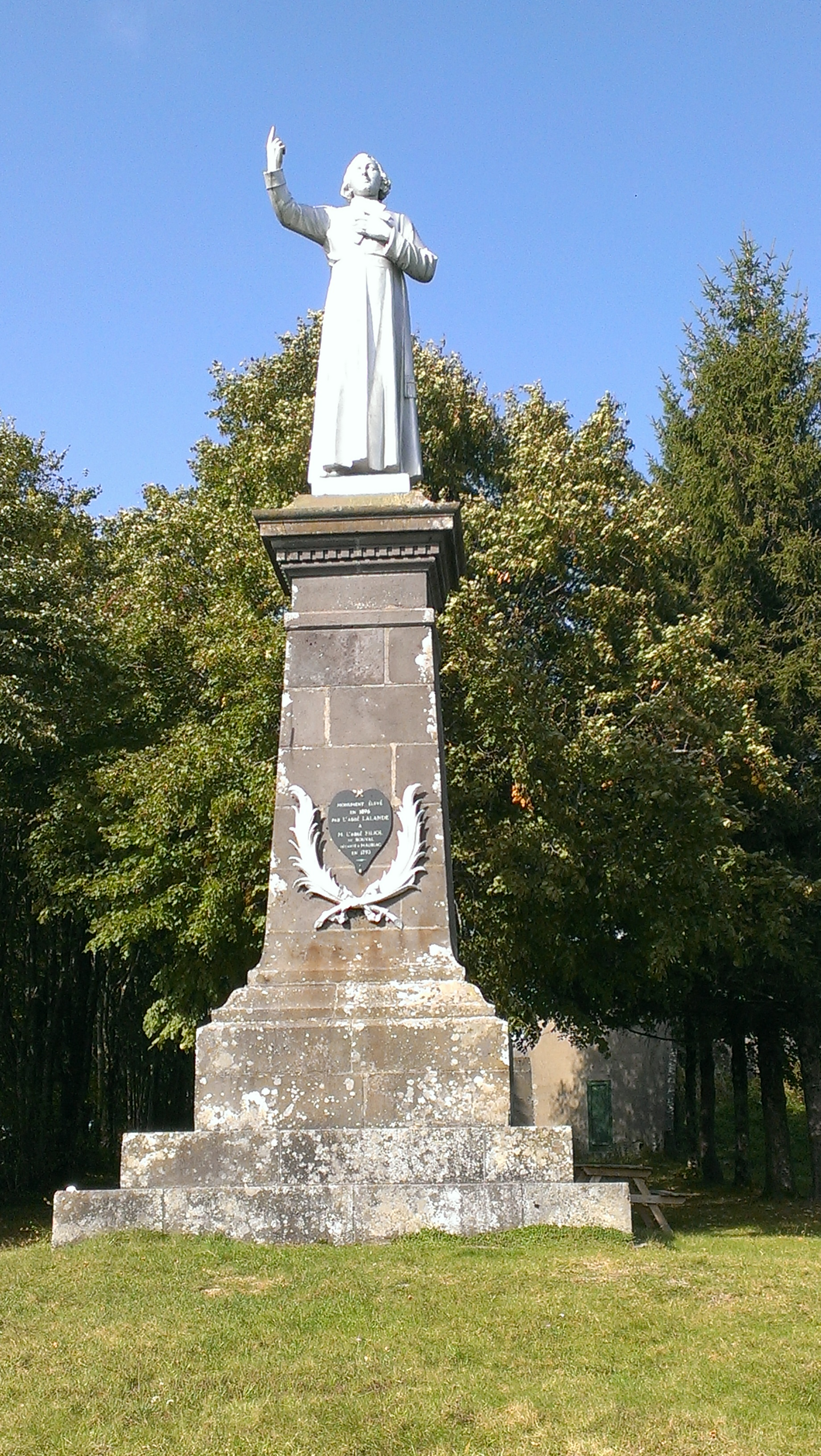
Statue de l'abbé Filiol, Bouval, Barriac-les-Bosquets.

## Biographie
Vicaire de Drugeac avant la Révolution, puis prêtre réfractaire, guillotiné à l'âge de 29 ans, le 14 mai 1793 à Mauriac, derrière le chevet de la basilique Notre-Dame-des-Miracles. Catinon Menette l'accompagne à l'échafaud, et recueille sur un linge le sang du martyr ; elle sera arrêtée à son tour, mais le tribunal révolutionnaire la relâchera, sous la pression de la foule.

### Filmographie
2017 : Le Martyr de Bouval film de Marie-Sophie Guering réalisé dans le Cantal avec Vincent Bac dans le rôle de François Filiol